# Cypa incongruens
Cypa incongruens är en fjärilsart som beskrevs av Butler 1881. Cypa incongruens ingår i släktet Cypa och familjen svärmare. Inga underarter finns listade i Catalogue of Life.